# Untermeitingen

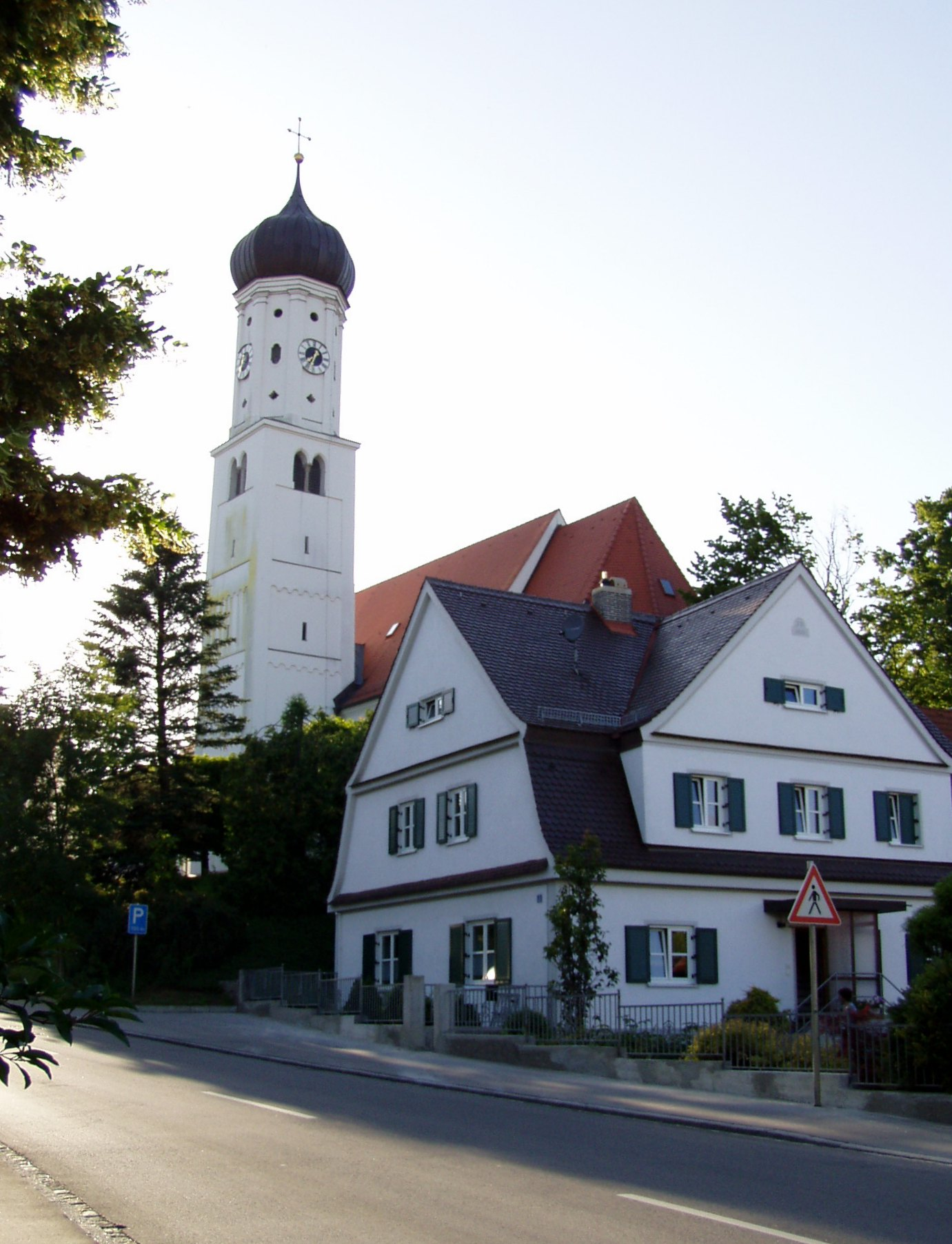
Untermeitingen

Untermeitingen ist eine Gemeinde im schwäbischen Landkreis Augsburg. Die Gemeinde liegt im Lechfeld südlich von Augsburg und nördlich von Landsberg am Lech.

## Gemeindegliederung
Die Gemeinde hat drei Gemeindeteile (in Klammern ist der Siedlungstyp angegeben):
- Lagerlechfeld, südlicher Teil (Siedlung)
- Südlager Lechfeld (Lager)
- Untermeitingen (Pfarrdorf)

Alle Gemeindeteile und auch Klosterlechfeld liegen auf der Gemarkung Untermeitingen.

## Geschichte
Ältester und größter Grundherr war seit dem 10. Jahrhundert das Hochstift Augsburg, das mit den wichtigsten Rechten wie Dorfgericht und Ehaften ausgestattet war. Das Hochstift gab diese oft als Lehen weiter. Seit dem 14. Jahrhundert waren neben Augsburger Patriziern auch die Familie Gollenhofer unter bischöflicher Lehenshoheit in Untermeitingen begütert. Das Schlossgut gehörte von 1544 bis 1871 der  Augsburger Linie der Familie Imhoff. Danach erwarb es Konrad Rieder, dessen Nachfahren es noch gehört.

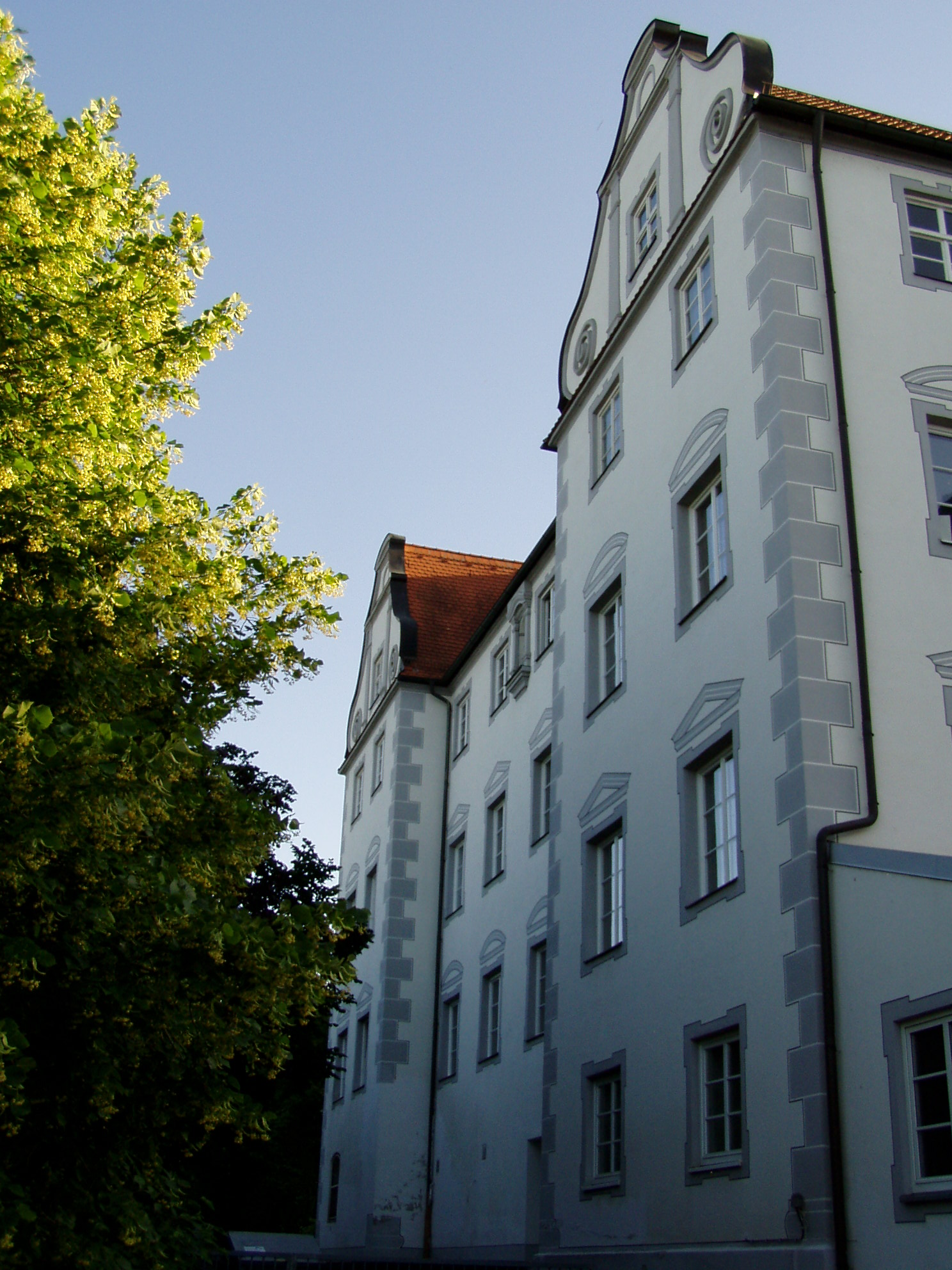
Schloss Untermeitingen

Seit dem Reichsdeputationshauptschluss von 1803 gehört der Ort zu Bayern. Im Zuge der Verwaltungsreformen in Bayern entstand mit dem Gemeindeedikt von 1818 die heutige Gemeinde.

### Einwohnerentwicklung
Zwischen 1988 und 2018 wuchs die Gemeinde von 4028 auf 6958 um 2930 Einwohner bzw. um 72,7 % – der zweithöchste prozentuale Zuwachs im Landkreis im genannten Zeitraum nach der Nachbargemeinde Graben.

## Politik

### Gemeinderat
Seit dem 1. Mai 2020 setzt sich der Gemeinderat wie folgt zusammen:
- CSU: 9 Sitze
- Freie Wählervereinigung: 5 Sitze
- Grüne: 3 Sitze
- Bündnis Lechfeld: 2 Sitze
- FDP: 1 Sitz

### Bürgermeister
Seit 2014 ist Simon Schropp (CSU/Junge Bürger Untermeitingen) Erster Bürgermeister, 2020 wurde dieser mit 61,8 % der Stimmen im Amt bestätigt. Sein Vorgänger war Georg Klaußner (CSU) (1978–2014).

### Wappen
|                         | Blasonierung: „In Rot über drei, zwei zu eins gestellten sechsstrahligen goldenen Sternen ein silberner Seelöwe.“ |
| Wappenführung seit 1965 | |

## Sehenswürdigkeiten
- Katholische Pfarrkirche St. Stephan